# Matthew Iorio
Pour les articles homonymes, voir Iorio.
Matthew "Matt" Wallace Iorio est un pilote de rallyes américain, né en 1981 dans le Massachusetts.

## Biographie
Il fréquenta le collège Oberlin (Ohio) de 2000 à 2003, et débuta en compétition automobile durant la même année.
Il déménagea alors à Westmoreland (New Hampshire), pour poursuivre sa carrière en sports mécaniques.
En 2006, il fut sélectionné avec 11 autres pilotes pour participer aux X Games XII, finissant 8e en catégorie rally. Il le fut également en 2007 lors des X Games XIII, et termina alors à seulement quelques dixièmes de secondes du vainqueur, Tanner Foust.
Son copilote est son compatriote Ole Holter, habituellement sur Subaru Impreza WRX Paladin (noire et blanche) (plus rarement sur Mitsubishi Lancer Evo).
Depuis 2008, il travaille à la Franklin Pierce University (Keene Campus), et réside à Providence (Rhode Island). Il a également des fonctions professionnelles pour Tedor Pharma Inc.

## Palmarès
- Double vainqueur de la Coupe d'Amérique du Nord des rallyes (NARC) Toutes Catégories: 2005 et 2006;
- Vainqueur du Championnat des États-Unis des rallyes Rally America en Catégorie Open: 2005;
- Participation à la victoire de Subaru en Coupe des Marques des Rallyes d'Amérique du Nord Toutes Catégories: 2004 et 2005.

### Victoires en championnat du Canada des Rallyes
- Rallye Baie des Chaleurs 2006;
- Rallye Pacific Forest 2006;
  - 2e du rallye rocky mountain 2006;
  - 2e du rallye tall pines 2005 (et de deux autres rallyes dans la saison).

### Victoires en championnat américain ProRally
- Rallye Sno*Drift 2005;
- Rallye Susquehannock Trail Performance (STPR) 2006.

## Distinctions
- Marlborough School Endowed Fund March Challenge Award;
- SCCA Rally Rookie of the Year: 2004.